# ナショナルロード (南アフリカ)

ナショナルロード路線図

ナショナルロード（英語: National Roads）は、南アフリカ共和国の高速道路。

## 概要
1970年代にアメリカ合衆国の州間高速道路を参考に建設された。16路線あり、それぞれナショナルロードの頭文字の『N』の後に数字で識別される。
また、8路線に関しては隣国への移動も可能であり、国境を越えた時点で路線番号は変更となる。うち2路線は、アフリカ縦断高速道路の機能も果たしている。
道路の管理・運営は、1998年に設立された政府が全額出資する南アフリカ道路管理株式会社（SANRAL）が行っている。

## ナショナルロード一覧
| 路線 | 全長 （km） | 起点               | 終点 （国内）        | 越境地                 |
| ---- | ----------- | ------------------ | -------------------- | ---------------------- |
| N1   | -           | ケープタウン       | ベートブリッジ       | ジンバブエ             |
| N2   | -           | ケープタウン       | エルメロ             | -                      |
| N3   | 569         | ヨハネスブルグ     | ダーバン             | -                      |
| N4   | -           | レボンボ           | スキルパッド         | モザンビーク・ボツワナ |
| N5   | -           | ウィンバーグ       | ハリスミス           | -                      |
| N6   | -           | イースト・ロンドン | ブルームフォンテーン | -                      |
| N7   | -           | ケープタウン       | ヴィオールズドリフ   | ナミビア               |
| N8   | -           | アピントン         | マセル橋             | レソト                 |
| N9   | -           | ジョージ           | カラスバーグ         | -                      |
| N10  | -           | ポート・エリザベス | ナコップ             | ナミビア               |
| N11  | -           | レディスミス       | グロブラー橋         | ボツワナ               |
| N12  | -           | ジョージ           | ウィットバンク       | -                      |
| N14  | -           | スプリングボック   | プレトリア           | -                      |
| N17  | -           | アルバートン       | オシューク           | スワジランド           |
| N18  | -           | ウェリントン       | ラマトラバマ         | ボツワナ               |